# 壬生川通
壬生川通（みぶがわどおり）または壬生通（みぶどおり）は京都市内を通る南北の通りの一つである。
平安京の壬生大路に相当する。

## 概要
京都市中京区の壬生地区を抜ける広い通りであるが、戦時の空襲に備えた強制疎開により拡張された通りである為に、所々クランクになっている所がある。
北は後院通の壬生車庫前交差点から始まり、JR線の中断を経て東寺の西側を通って、九条通と交わる京阪国道口交差点にて終わり、そのまま国道1号（京阪国道）につながる。早朝・深夜のみ国道1号に直進出来る。
全ての区間を通して壬生川通と壬生通の名は併用されるが、道路標識によると特にJR線以北を壬生川通、JR線以南を壬生通とよんでいる。

## 沿道の主な施設
- 中京警察署
- 京都産業大学附属中学校・高等学校
- 彌榮自動車本社
- 京都市立梅小路小学校
- 六孫王神社
- 洛南高等学校・附属中学校
- 東寺（教王護国寺）

## 交差する主要な道路
- 四条通（京都市道186号嵐山祇園線）
- 高辻通
- 五条通（国道9号）
- 花屋町通
- 七条通（京都府道113号梅津東山七条線）
- 木津屋橋通
- 八条通
- 東寺通
- 九条通（国道1号・国道171号）